# عینات (روستا)
 عینات  (در عربی:  عَیَنات )
نام روستایی است در دهستان الغُربان از توابع استان عَدَن در کشور یمن در شبه جزیره عربستان. 

## جمعیت
جمعیت آن (۵۵ ) نفر (۶ خانوار) می‌باشد.